# Sundsvalls tingsrätt
Sundsvalls tingsrätt är en tingsrätt i Sverige med kansli i Sundsvall. Tingsrättens domkrets omfattar kommunerna Sundsvall, Timrå och Ånge i Medelpad. Tingsrätten med dess domkrets ingår i domkretsen för Hovrätten för Nedre Norrland.

## Administrativ historik
Vid tingsrättsreformen 1971 bildades denna tingsrätt i Sundsvall av Sundsvalls rådhusrätt. Domkretsen bildades av staden. 1971 omfattade domsagan Sundsvalls kommun. 1972 införlivades Medelpads tingsrätt och motsvarande domsaga, omfattande kommunerna Njurunda, Matfors, Indals-Lidens, Stöde, Timrå och Ånge.

## Lagmän
- 1971-1980: Bengt Åström
- 1980-1987: Sven-Erik Ellmén
- 1987-2006: Rolf Hammar
- 2006-2011: Sten Burman
- 2012-2020: Robert Schött
- 2020-: Lars-Åke Johansson